# Claudia Sobrero
Claudia Alejandra Sobrero (Buenos Aires, 24 de octubre de 1962) es una mujer argentina que a sus 21 años de edad, con ayuda de dos cómplices, robó y asesinó en el año 1984 al conocido dibujante Lino Palacio y a su esposa, Cecilia Pardo de Tavera, ambos de 80 años.
Es hasta la fecha la única mujer condenada a la máxima pena contemplada en el Código Penal Argentino, reclusión perpetua por tiempo indeterminado. Estuvo encarcelada en el país 21 años, hasta que obtuvo la libertad condicional en el año 2006. Su libertad duró un año. El 22 de enero del año siguiente, Sobrero caía detenida después de un robo callejero junto con su pareja de ese momento. En 2012 fue liberada nuevamente luego de estar presa 27 años en total, lo que la convierte en la mujer que más tiempo estuvo encarcelada en Argentina.

## Biografía
Claudia Sobrero nacida en el barrio de Flores, Buenos Aires, Argentina, era una joven de 21 años, sin trabajo y adicta a los estupefacientes.
En el año 1982 se hace pareja de Jorge Palacio, el sobrino-nieto de Lino Palacio, con quien tiene su segunda hija, María Cecilia, había tenido otra hija antes, María Victoria, a los 17 años con una pareja anterior. En enero de 1984 Claudia convence a Jorge de robar las llaves del departamento de sus abuelos en la calle Callao 2094, 5° piso, de la Capital Federal, diciéndole:

"Tus abuelos van a estar en Mar del Plata, así que nosotros podemos entrar, tranquilos, y les robamos la guita (dinero) de la caja fuerte".

Jorge fue hasta Mar de Plata donde su abuelo estaba pasando unos días con su mujer, les sacó las llaves sin que se dieran cuenta y sacó copias antes de volver a Buenos Aires. Pocos días después entraron en el departamento y hurtaron casi 10.000 dólares.
Tiempo después la relación de la pareja se fue deteriorando, Sobrero culpaba a Palacio de maltratar a su primera hija por lo que luego se separaron. Unos meses después conoció a un joven chileno llamado Óscar Odín González Muñoz de 19 años, con quien se juntó como pareja, Óscar tenía un amigo, Pablo Zapata, con el que siempre solían andar juntos.
Claudia sentía mucha admiración por su nueva pareja a tal punto de querer demostrarle que era capaz de todo, se le ocurre convencer a González Muñoz y Zapata de robar en el departamento de Palacio, diciéndoles que el y su esposa no se encontraban en casa y que ella tenía las copias de las llaves, con lo que logra convencerlos.
El viernes 14 de septiembre de 1984 el trío se dirige al departamento dispuestos a entrar a robar convencidos de que nadie se encontraba allí. Al querer entrar se dieron cuenta de que Lino Palacio y su esposa Cecilia Pardo de Tavera de Palacio, ambos de 80 años, habían vuelto ya antes de sus cortas vacaciones. Claudia como era como un miembro de la familia al ser la expareja del nieto de ellos y madre de su bisnieta logra convencerlos de que la dejen entrar a ella y sus dos supuestos amigos de confianza, el matrimonio tras dudarlo acceden. Después de que entran es cuando empiezan a amenazarlos de entregar todo el dinero, las joyas entre otras cosas de valor. Al obtener lo que querían decidieron matarlos para no dejar testigos. A Cecilia Pardo la asesinaron con un cuchillo de cocina de 16 puñaladas, a Lino Palacio le aplastaron brutalmente en la cabeza con una plancha y luego lo asesinaron con el cuchillo de 27 puñaladas. Los tres tras asesinarlos huyeron con las cosas que les habían robado. La hija del matrimonio, Cecilia Palacio, al entrar al departamento nota el desorden y descubre horrorizada a sus padres muertos, luego alerta a las autoridades.
La policía indicó como principal sospechosa a Claudia Alejandra Sobrero, la exmujer del nieto de las víctimas. Inmediatamente se inició una búsqueda de la principal sospechosa en todo el país.
Claudia Sobrero fue detenida 5 días después en Tucumán el 19 de septiembre de 1984, cuando un policía llamado César Isaya, le llama la atención una joven caminando por las calles de Tucumán con un sombrero cowboy, zapatillas rojas y jeans apretados. El policía la llama y le pide su cédula de identidad, esta era falsa y no coincidía con la edad aparente de la joven, además se percata de los ojos azules de la sospechosa y no tiene casi dudas de quién es, la mujer que buscaba todo el país. Ella se da cuenta y responde: 

"Sí, ya sé. Me buscan por el asesinato de Lino Palacio. Vamos”.

Óscar Odín González Muñoz es apresado el mismo día en Tucumán pocas horas después. Pablo Zapata fue arrestado poco días después en la ciudad bonaerense de Don Torcuato (partido de Tigre).

## Juicio y condena
Claudia Alejandra Sobrero fue llevada a la Unidad N°3 de Ezeiza, tuvo una breve fuga durante un apagón en 1986 convirtiéndose en la primera mujer en escaparse de ese penal, pero luego fue recapturada nuevamente. El 7 de julio de 1990 fue condenada como coautora de homicidio doblemente agravado, robo y hurto a reclusión perpetua más la accesoria de por tiempo indeterminado, la pena máxima que contempla el código penal argentino, <<Vas a salir de la cárcel 48 horas después de muerta>> dijo Sobrero que le dijo un funcionario judicial.
Es la única mujer en la historia de Argentina condenada a esa pena, entre los hombres tiene algunos equivalentes como el adolescente asesino en serie Carlos Eduardo Robledo Puch, Aníbal González Igonet y Héctor "nene" Sánchez entre otros. En la cárcel se infectó con el virus del VIH, según ella cree que fue en una consulta odontólogica en el penal. En prisión terminó la secundaria y comenzó la carrera de Sociología. También colaboró con la creación del taller de serigrafía en el penal, algunas de sus obras y la de algunas de sus compañeras fueron compradas por Amalita Fortabat y Pérez Celis.
Obtuvo por primera vez libertad condicional el 3 de enero de 2006, hasta que el 22 de enero de 2007 en un robo callejero asaltó a una mujer llamada Beatriz Mónica Llanque Rojas a quien le había robado una cartera con un reloj y 50 pesos, fue arrestada con su nueva pareja cómplice minutos después y llevada de nuevo a Ezeiza, después de esto mandó una carta al presidente Néstor Kirchner rogando por su libertad e hizo huelgas de hambre por mejores condiciones para las reclusas. El 18 de enero de 2012 salió en libertad nuevamente tras 27 años de encierro, siendo la mujer que más tiempo estuvo en prisión en Argentina.
Óscar Odín González Muñoz fue condenado por homicidio doblemente agravado y robo, fue sentenciado a reclusión perpetua más la accesoria de por tiempo indeterminado y fue trasladado a la prisión de Chaco.
Pablo Fernando Zapata se suicidó el 30 de abril de 1985 ahorcándose con una sábana en su celda del pabellón 16 B de la cárcel de Caseros.
Jorge Palacio Zorrilla San Martín fue condenado a dos años de prisión en suspenso por hurto agravado.

## Representaciones

### Televisión
- Marcel Gonnet Wainmayer estreno en 2011 un documental narrado en primera persona de Claudia Sobrero llamado Claudia. El trabajo fue premiado como mejor documental en cinesul 2011, festival iberoamericano de cinema y vídeo que se llevó a cabo en Río de Janeiro, Brasil.[6]

- El unitario Mujeres asesinas estreno en la primera temporada un capítulo titulado «Claudia Sobrero, cuchillera», protagonizado por Dolores Fonzi.

- En la serie de Mujeres asesinas Colombia, en su segunda temporada hay un capítulo titulado «Claudia, la cuchillera», protagonizado por Manuela González.

- En la serie de Mujeres asesinas de México, tuvo también un capítulo recreando el caso, «Claudia, cuchillera», protagonizado por Natalia Esperón.

- En Las tragedias de los famosos de Crónica TV, incluye un segmento sobre el caso del asesinato de Lino Palacio.